# Crambus sinicolellus
Crambus sinicolellus là một loài bướm đêm trong họ Crambidae.